# 1205 Ebella
1205 Ebella eller 1931 TB1 är en asteroid i huvudbältet, som upptäcktes 6 oktober 1931 av den tyske astronomen Karl Wilhelm Reinmuth i Heidelberg. Den har fått sitt namn efter den tyske astronomen Carl Wilhelm Ludwig Martin Ebell.
Asteroiden har en diameter på ungefär 5 kilometer.